# Количничка група
Количничка група или фактор група је математичка група која се добија груписањем сличних елемената веће групе коришћењем релације еквиваленције која чува део структуре групе (остатак структуре се „факторише”). На пример, циклична група сабирања по модулу n може се добити из групе целих бројева са операцијом сабирања тако што се идентификују елементи који се разликују за умножак од {\displaystyle n} и дефинише структура групе која оперише на свакој таквој класи (познатој као класа конгруенције) као на јединственом ентитету. Ово је део математичке области познате као теорија група.
За релацију конгруенције на групи, класа еквиваленције неутрала је увек нормална подгрупа оригиналне групе, а остале класе еквиваленције су управо косети те нормалне подгрупе. Резултујући количник се записује као {\displaystyle G\,/\,N}, где је {\displaystyle G} оригинална група, а {\displaystyle N} нормална подгрупа. Ово се чита као „{\displaystyle G{\bmod {N}}}”, где је {\displaystyle {\text{mod}}} скраћеница за модул. (Ознаку {\displaystyle G\,/\,H} треба тумачити с опрезом, јер је неки аутори (нпр. Винберг) користе за представљање левих косета од {\displaystyle H} у {\displaystyle G} за било коју подгрупу {\displaystyle H}, иако ови косети не формирају групу ако {\displaystyle H} није нормална у {\displaystyle G}. Други (нпр. Дамит и Фут) користе ову нотацију да се односи само на количничку групу, при чему појава ове нотације имплицира да је {\displaystyle H} нормална у {\displaystyle G}.)
Велики део значаја количничких група произилази из њихове везе са хомоморфизмима. Прва теорема о изоморфизму каже да је слика било које групе {\displaystyle G} под хомоморфизмом увек изоморфна количнику од {\displaystyle G}. Конкретно, слика {\displaystyle G} под хомоморфизмом {\displaystyle \varphi :G\rightarrow H} је изоморфна {\displaystyle G\,/\,\ker(\varphi )}, где {\displaystyle \ker(\varphi )} означава језгро од {\displaystyle \varphi }.
Дуални појам количничке групе је подгрупа, што су два основна начина формирања мање групе из веће. Свака нормална подгрупа има одговарајућу количничку групу, формирану из веће групе елиминисањем разлике између елемената подгрупе. У теорији категорија, количничке групе су примери количничких објеката, који су дуални подобјектима.

## Дефиниција и илустрација
За дату групу {\displaystyle G} и подгрупу {\displaystyle H}, и фиксиран елемент {\displaystyle a\in G}, може се разматрати одговарајући леви косет: {\displaystyle aH:=\left\{ah:h\in H\right\}}. Косети су природна класа подскупова групе; на пример, размотримо Абелову групу {\displaystyle G} целих бројева, са операцијом дефинисаном уобичајеним сабирањем, и подгрупу {\displaystyle H} парних целих бројева. Тада postoje тачно два косета: {\displaystyle 0+H}, што су парни цели бројеви, и {\displaystyle 1+H}, што су непарни цели бројеви (овде користимо адитивну нотацију за бинарну операцију уместо мултипликативне).
За општу подгрупу {\displaystyle H}, пожељно је дефинисати компатибилну операцију групе на скупу свих могућих косета, {\displaystyle \left\{aH:a\in G\right\}}. Ово је могуће тачно када је {\displaystyle H} нормална подгрупа, што је објашњено у наставку. Подгрупа {\displaystyle N} групе {\displaystyle G} је нормална акко једнакост косета {\displaystyle aN=Na} важи за све {\displaystyle a\in G}. Нормална подгрупа групе {\displaystyle G} означава се са {\displaystyle N}.

### Дефиниција
Нека је {\displaystyle N} нормална подгрупа групе {\displaystyle G}. Дефинишимо скуп {\displaystyle G\,/\,N} као скуп свих левих косета од {\displaystyle N} у {\displaystyle G}. Дакле, {\displaystyle G\,/\,N=\left\{aN:a\in G\right\}}.
Пошто је неутрал {\displaystyle e\in N}, {\displaystyle a\in aN}. Дефинишимо бинарну операцију на скупу косета, {\displaystyle G\,/\,N}, на следећи начин. За свако {\displaystyle aN} и {\displaystyle bN} у {\displaystyle G\,/\,N}, производ {\displaystyle aN} и {\displaystyle bN}, {\displaystyle (aN)(bN)}, је {\displaystyle (ab)N}. Ово функционише само зато што {\displaystyle (ab)N} не зависи од избора представника, {\displaystyle a} и {\displaystyle b}, сваког левог косета, {\displaystyle aN} и {\displaystyle bN}. Да бисмо ово доказали, претпоставимо {\displaystyle xN=aN} и {\displaystyle yN=bN} за неке {\displaystyle x,y,a,b\in G}. Тада је
{\textstyle (ab)N=a(bN)=a(yN)=a(Ny)=(aN)y=(xN)y=x(Ny)=x(yN)=(xy)N.}
Ово зависи од чињенице да је {\displaystyle N} нормална подгрупа. Остаје још да се покаже да овај услов није само довољан, већ и неопходан за дефинисање операције на {\displaystyle G\,/\,N}.
Да бисмо показали да је неопходан, узмимо да нам је за подгрупу {\displaystyle N} од {\displaystyle G} дато да је операција добро дефинисана. То јест, за све {\displaystyle xN=aN} и {\displaystyle yN=bN} за {\displaystyle x,y,a,b\in G,\;(ab)N=(xy)N}.
Нека је {\displaystyle n\in N} и {\displaystyle g\in G}. Пошто је {\displaystyle eN=nN}, имамо {\displaystyle gN=(eg)N=(eN)(gN)=(nN)(gN)=(ng)N}.
Сада, {\displaystyle gN=(ng)N\Leftrightarrow N=(g^{-1}ng)N\Leftrightarrow g^{-1}ng\in N,\;\forall \,n\in N} и {\displaystyle g\in G}.
Дакле, {\displaystyle N} је нормална подгрупа од {\displaystyle G}.
Може се такође проверити да је ова операција на {\displaystyle G\,/\,N} увек асоцијативна, {\displaystyle G\,/\,N} има неутрал {\displaystyle N}, а инверз елемента {\displaystyle aN} се увек може представити са {\displaystyle a^{-1}N}. Стога, скуп {\displaystyle G\,/\,N} заједно са операцијом дефинисаном као {\displaystyle (aN)(bN)=(ab)N} формира групу, количничку групу од {\displaystyle G} по {\displaystyle N}.
Због нормалности {\displaystyle N}, леви косети и десни косети од {\displaystyle N} у {\displaystyle G} су исти, па се {\displaystyle G\,/\,N} могао дефинисати и као скуп десних косета од {\displaystyle N} у {\displaystyle G}.

### Пример: Сабирање по модулу 6
На пример, размотримо групу са сабирањем по модулу 6: {\displaystyle G=\left\{0,1,2,3,4,5\right\}}. Размотримо подгрупу {\displaystyle N=\left\{0,3\right\}}, која је нормална јер је {\displaystyle G} Абелова. Тада скуп (левих) косета има величину три:
{\displaystyle G\,/\,N=\left\{a+N:a\in G\right\}=\left\{\left\{0,3\right\},\left\{1,4\right\},\left\{2,5\right\}\right\}=\left\{0+N,1+N,2+N\right\}.}
Горе дефинисана бинарна операција чини овај скуп групом, познатом као количничка група, која је у овом случају изоморфна цикличној групи реда 3.

## Мотивација за назив „количник”
Количничка група {\displaystyle G\,/\,N} може се упоредити са дељењем целих бројева. Када се 12 дели са 3, добија се резултат 4 јер се 12 објеката може прегруписати у 4 подскупа од по 3 објекта. Количничка група је иста идеја, иако се на крају добија група као коначан одговор уместо броја, јер групе имају више структуре од произвољног скупа објеката: у количнику {\displaystyle G\,/\,N}, структура групе се користи за формирање природног „прегруписавања”. То су косети од {\displaystyle N} у {\displaystyle G}. Будући да смо почели са групом и нормалном подгрупом, коначни количник садржи више информација од самог броја косета (што је оно што обично дељење даје), већ има и сопствену структуру групе.

## Примери

### Парни и непарни цели бројеви
Размотримо групу целих бројева {\displaystyle \mathbb {Z} } (са операцијом сабирања) и подгрупу {\displaystyle 2\mathbb {Z} } која се састоји од свих парних целих бројева. Ово је нормална подгрупа, јер је {\displaystyle \mathbb {Z} } Абелова. Постоје само два косета: скуп парних целих бројева и скуп непарних целих бројева, па је стога количничка група {\displaystyle \mathbb {Z} \,/\,2\mathbb {Z} } циклична група са два елемента. Ова количничка група је изоморфна скупу {\displaystyle \left\{0,1\right\}} са сабирањем по модулу 2; неформално се понекад каже да је {\displaystyle \mathbb {Z} \,/\,2\mathbb {Z} } једнако скупу {\displaystyle \left\{0,1\right\}} са сабирањем по модулу 2.
Детаљније објашњење примера...
Нека је {\displaystyle \gamma (m)} остатак при дељењу {\displaystyle m\in \mathbb {Z} } са {\displaystyle 2}. Тада је {\displaystyle \gamma (m)=0} када је {\displaystyle m} парно и {\displaystyle \gamma (m)=1} када је {\displaystyle m} непарно.
По дефиницији {\displaystyle \gamma },  језгро од {\displaystyle \gamma }, {\displaystyle \ker(\gamma )=\{m\in \mathbb {Z} :\gamma (m)=0\}},  је скуп свих парних целих бројева.
Нека је {\displaystyle H=\ker(\gamma )}. Тада је {\displaystyle H} подгрупа, јер је неутрал у {\displaystyle \mathbb {Z} }, а то је {\displaystyle 0}, у {\displaystyle H}; збир два парна цела броја је паран, па ако су {\displaystyle m} и {\displaystyle n} у {\displaystyle H}, и {\displaystyle m+n} је у {\displaystyle H} (затвореност); и ако је {\displaystyle m} парно, {\displaystyle -m} је такође парно, па {\displaystyle H} садржи своје инверзе.
Дефинишимо {\displaystyle \mu :\mathbb {Z} /H\to \mathrm {Z} _{2}} као {\displaystyle \mu (aH)=\gamma (a)} за {\displaystyle a\in \mathbb {Z} }, где је {\displaystyle \mathbb {Z} /H} количничка група левих косета; {\displaystyle \mathbb {Z} /H=\{H,1+H\}}.
Приметимо да смо дефинисали {\displaystyle \mu } тако да је {\displaystyle \mu (aH)} једнако {\displaystyle 1} ако је {\displaystyle a} непарно, и {\displaystyle 0} ако је {\displaystyle a} парно.
Дакле, {\displaystyle \mu } је изоморфизам из {\displaystyle \mathbb {Z} /H} у {\displaystyle \mathrm {Z} _{2}}.

### Остаци при целобројном дељењу
Блага генерализација претходног примера. Поново размотримо групу целих бројева {\displaystyle \mathbb {Z} } са операцијом сабирања. Нека је {\displaystyle n} било који позитиван цео број. Размотрићемо подгрупу {\displaystyle n\mathbb {Z} } од {\displaystyle \mathbb {Z} } која се састоји од свих умножака {\displaystyle n}. Поново је {\displaystyle n\mathbb {Z} } нормална у {\displaystyle \mathbb {Z} } јер је {\displaystyle \mathbb {Z} } Абелова. Косети су скуп {\displaystyle \left\{n\mathbb {Z} ,1+n\mathbb {Z} ,\;\ldots ,(n-2)+n\mathbb {Z} ,(n-1)+n\mathbb {Z} \right\}}. Цео број {\displaystyle k} припада косету {\displaystyle r+n\mathbb {Z} }, где је {\displaystyle r} остатак при дељењу {\displaystyle k} са {\displaystyle n}. Количник {\displaystyle \mathbb {Z} \,/\,n\mathbb {Z} } може се посматрати као група „остатака” по модулу {\displaystyle n}. Ово је циклична група реда {\displaystyle n}.

### Комплексни целобројни корени јединице
Дванаести корени јединице, који су тачке на комплексној јединичној кружници, формирају мултипликативну Абелову групу {\displaystyle G}, приказану на слици десно као обојене куглице, где број на свакој тачки означава њен комплексни аргумент. Размотримо њену подгрупу {\displaystyle N} коју чине четврти корени јединице, приказани као црвене куглице. Ова нормална подгрупа дели групу на три косета, приказана црвеном, зеленом и плавом бојом. Може се проверити да косети формирају групу од три елемента (производ црвеног и плавог елемента је плав, инверз плавог елемента је зелен, итд.). Дакле, количничка група {\displaystyle G\,/\,N} је група три боје, што се испоставља да је циклична група са три елемента.

### Реални бројеви по модулу целих бројева
Размотримо групу реалних бројева {\displaystyle \mathbb {R} } са операцијом сабирања, и подгрупу {\displaystyle \mathbb {Z} } целих бројева. Сваки косет од {\displaystyle \mathbb {Z} } у {\displaystyle \mathbb {R} } је скуп облика {\displaystyle a+\mathbb {Z} }, где је {\displaystyle a} реалан број. Пошто су {\displaystyle a_{1}+\mathbb {Z} } и {\displaystyle a_{2}+\mathbb {Z} } идентични скупови када су не-целобројни делови од {\displaystyle a_{1}} и {\displaystyle a_{2}} једнаки, може се увести ограничење {\displaystyle 0\leq a<1} без промене значења. Сабирање таквих косета се врши сабирањем одговарајућих реалних бројева, и одузимањем 1 ако је резултат већи или једнак 1. Количничка група {\displaystyle \mathbb {R} \,/\,\mathbb {Z} } је изоморфна кружној групи, групи комплексних бројева апсолутне вредности 1 са операцијом множења, или, еквивалентно, групи ротација у 2D око координатног почетка, то јест, специјалној ортогоналној групи {\displaystyle \mathrm {SO} (2)}. Изоморфизам је дат са {\displaystyle f(a+\mathbb {Z} )=\exp(2\pi ia)} (видети Ојлеров идентитет).

### Матрице реалних бројева
Ако је {\displaystyle G} група инвертибилних {\displaystyle 3\times 3} реалних матрица, а {\displaystyle N} је подгрупа {\displaystyle 3\times 3} реалних матрица са детерминантом 1, онда је {\displaystyle N} нормална у {\displaystyle G} (пошто је то језгро детерминантног хомоморфизма групе). Косети од {\displaystyle N} су скупови матрица са датом детерминантом, па је стога {\displaystyle G\,/\,N} изоморфна мултипликативној групи ненултих реалних бројева. Група {\displaystyle N} је позната као специјална линеарна група {\displaystyle \mathrm {SL} (3)}.

### Целобројна модуларна аритметика
Размотримо Абелову групу {\displaystyle \mathrm {Z} _{4}=\mathbb {Z} \,/\,4\mathbb {Z} } (то јест, скуп {\displaystyle \left\{0,1,2,3\right\}} са сабирањем по модулу 4), и њену подгрупу {\displaystyle \left\{0,2\right\}}. Количничка група {\displaystyle \mathrm {Z} _{4}\,/\,\left\{0,2\right\}} је {\displaystyle \left\{\left\{0,2\right\},\left\{1,3\right\}\right\}}. Ово је група са неутралом {\displaystyle \left\{0,2\right\}}, и операцијама групе као што је {\displaystyle \left\{0,2\right\}+\left\{1,3\right\}=\left\{1,3\right\}}. И подгрупа {\displaystyle \left\{0,2\right\}} и количничка група {\displaystyle \left\{\left\{0,2\right\},\left\{1,3\right\}\right\}} су изоморфне са {\displaystyle \mathrm {Z} _{2}}.

### Целобројно множење
Размотримо мултипликативну групу {\displaystyle G=(\mathbb {Z} _{n^{2}})^{\times }}. Скуп {\displaystyle N} {\displaystyle n}-тих остатака је мултипликативна подгрупа изоморфна са {\displaystyle (\mathbb {Z} _{n})^{\times }}. Тада је {\displaystyle N} нормална у {\displaystyle G} и фактор група {\displaystyle G\,/\,N} има косете {\displaystyle N,(1+n)N,(1+n)2N,\;\ldots ,(1+n)n-1N}. Пајеов криптосистем је заснован на претпоставци да је тешко одредити косет случајног елемента из {\displaystyle G} без познавања факторизације од {\displaystyle n}.

## Својства
Количничка група {\displaystyle G\,/\,G} је изоморфна тривијалној групи (групи са једним елементом), а {\displaystyle G\,/\,\left\{e\right\}} је изоморфна {\displaystyle G}.
Ред од {\displaystyle G\,/\,N}, по дефиницији број елемената, једнак је {\displaystyle \vert G:N\vert }, индексу од {\displaystyle N} у {\displaystyle G}. Ако је {\displaystyle G} коначна, индекс је такође једнак реду од {\displaystyle G} подељеном са редом од {\displaystyle N}. Скуп {\displaystyle G\,/\,N} може бити коначан, иако су и {\displaystyle G} и {\displaystyle N} бесконачни (на пример, {\displaystyle \mathbb {Z} \,/\,2\mathbb {Z} }).
Постоји „природни” сурјективни хомоморфизам групе {\displaystyle \pi :G\rightarrow G\,/\,N}, који сваки елемент {\displaystyle g} из {\displaystyle G} пресликава у косет од {\displaystyle N} којем {\displaystyle g} припада, то јест: {\displaystyle \pi (g)=gN}. Пресликавање {\displaystyle \pi } се понекад назива канонска пројекција {\displaystyle G} на {\displaystyle G\,/\,N}. Његово језгро је {\displaystyle N}.
Постоји бијективна кореспонденција између подгрупа од {\displaystyle G} које садрже {\displaystyle N} и подгрупа од {\displaystyle G\,/\,N}; ако је {\displaystyle H} подгрупа од {\displaystyle G} која садржи {\displaystyle N}, тада је одговарајућа подгрупа од {\displaystyle G\,/\,N} једнака {\displaystyle \pi (H)}. Ова кореспонденција важи и за нормалне подгрупе од {\displaystyle G} и {\displaystyle G\,/\,N}, и формализована је у теореми о решетки.
Неколико важних својстава количничких група забележено је у основној теореми о хомоморфизмима и теоремама о изоморфизму.
Ако је {\displaystyle G} Абелова, нилпотентна, решива, циклична или коначно генерисана, онда је и {\displaystyle G\,/\,N} таква.
Ако је {\displaystyle H} подгрупа у коначној групи {\displaystyle G}, а ред од {\displaystyle H} је половина реда од {\displaystyle G}, онда је загарантовано да је {\displaystyle H} нормална подгрупа, па {\displaystyle G\,/\,H} постоји и изоморфна је са {\displaystyle \mathrm {C} _{2}}. Овај резултат се такође може навести као „свака подгрупа индекса 2 је нормална”, и у овом облику се примењује и на бесконачне групе. Штавише, ако је {\displaystyle p} најмањи прост број који дели ред коначне групе, {\displaystyle G}, онда ако {\displaystyle G\,/\,H} има ред {\displaystyle p}, {\displaystyle H} мора бити нормална подгрупа од {\displaystyle G}.
За дату групу {\displaystyle G} и нормалну подгрупу {\displaystyle N}, {\displaystyle G} је проширење групе {\displaystyle G\,/\,N} са {\displaystyle N}. Може се поставити питање да ли је ово проширење тривијално или дељиво; другим речима, може се питати да ли је {\displaystyle G} директан производ или полудиректан производ од {\displaystyle N} и {\displaystyle G\,/\,N}. Ово је посебан случај проблема проширења. Пример где проширење није дељиво је следећи: Нека је {\displaystyle G=\mathrm {Z} _{4}=\left\{0,1,2,3\right\}}, и {\displaystyle N=\left\{0,2\right\}}, што је изоморфно са {\displaystyle \mathrm {Z} _{2}}. Тада је {\displaystyle G\,/\,N} такође изоморфно са {\displaystyle \mathrm {Z} _{2}}. Али {\displaystyle \mathrm {Z} _{2}} има само тривијални аутоморфизам, па је једини полудиректни производ од {\displaystyle N} и {\displaystyle G\,/\,N} директан производ. Пошто је {\displaystyle \mathrm {Z} _{4}} различито од {\displaystyle \mathrm {Z} _{2}\times \mathrm {Z} _{2}}, закључујемо да {\displaystyle G} није полудиректни производ од {\displaystyle N} и {\displaystyle G\,/\,N}.

## Количници Лијевих група
Ако је {\displaystyle G} Лијева група и {\displaystyle N} је нормална и затворена (у тополошком, а не алгебарском смислу речи) Лијева подгрупа од {\displaystyle G}, количник {\displaystyle G\,/\,N} је такође Лијева група. У овом случају, оригинална група {\displaystyle G} има структуру влакнастог снопа (конкретно, главног {\displaystyle N}-снопа), са базним простором {\displaystyle G\,/\,N} и влакном {\displaystyle N}. Димензија {\displaystyle G\,/\,N} једнака је {\displaystyle \dim G-\dim N}.
Приметимо да је услов да је {\displaystyle N} затворена неопходан. Заиста, ако {\displaystyle N} није затворена, количнички простор није Т1-простор (пошто постоји косет у количнику који се не може одвојити از идентитета отвореним скупом), па стога није ни Хаусдорфов простор.
За не-нормалну Лијеву подгрупу {\displaystyle N}, простор {\displaystyle G\,/\,N} левих косета није група, већ једноставно диференцијабилна многострукост на којој {\displaystyle G} делује. Резултат је познат као хомоген простор.